# VTJ 6th
VTJ 6th（ブイティージェー・シックス）は、日本の総合格闘技団体「VTJ」の大会の一つ。2014年10月4日、東京都大田区の大田区総合体育館で開催された。

## 大会概要
前大会の「VTJ 5th in OSAKA」で開催されたフライ級（125ポンド/56.7kg）トーナメント準決勝戦を勝ち上がった2人による決勝戦などが行われた。

## 試合結果

### オープニングファイト
第1試合 女子105ポンド（47.6kg）契約 3分3R
○  浅倉栞南 vs.  NACHI ×
3R終了 判定3-0
第2試合 145ポンド（65.8kg）契約 3分3R
○  平川智也 vs.  金子大輝 ×
3R終了 判定3-0
第3試合 145ポンド（65.8kg）契約 3分3R
○  内藤大尊 vs.  林太陽 ×
3R終了 判定3-0

### 本戦カード
第1試合 155ポンド（70.3kg）契約 5分2R
○  大原樹理 vs.  沼尻和之 ×
2R 2:07 TKO（レフリーストップ：カットでの出血）
第2試合 145ポンド（65.8kg）契約 5分2R
○  三上譲治 vs.  大澤茂樹 ×
1R 2:01 KO（右フック）
第3試合 128ポンド（58.1kg）契約 5分3R
○  鈴木隼人 vs.  福田龍彌 ×
3R終了 判定3-0
第4試合 135ポンド（61.2kg）契約 5分3R
○  佐藤将光 vs.  小野島恒太 ×
1R 3:05 KO（グラウンドパンチ）
第5試合 125ポンド（56.7kg）契約 5分3R
○  マモル vs.  飛猿☆N0.2 ×
2R 0:25 TKO（レフェリーストップ：カットでの出血）
第6試合 155ポンド（70.3kg）契約 5分3R
○  弘中邦佳 vs.  キム・ドンヒョン ×
2R 2:33 肩固め
第7試合 145ポンド（65.8kg）契約 5分3R
○  宇野薫 vs.  ラージャ・シッペン ×
2R 4:33 リアネイキッドチョーク
第8試合 145ポンド（65.8kg）契約 5分3R
○  高谷裕之 vs.  高橋遼伍 ×
2R 0:38 KO（左フック→グラウンドパンチ連打）
第9試合 145ポンド（65.8kg）契約 5分3R
○  ISAO vs.  リオン武 ×
3R終了 判定3-0
第10試合 フライ級（56.7kg）トーナメント 決勝戦 5分5R
○  扇久保博正 vs.  シーザー・スクラヴォス ×
5R終了 判定3-0